# 田原睦夫
田原 睦夫（日语：たはら むつお、1943年4月23日—2016年2月19日）是日本京都府京都市出身的律师，他曾担任最高裁判所的法官。